# Il massimo della pena
Il massimo della pena (Maximum Bob) è un romanzo noir dello scrittore statunitense Elmore Leonard, pubblicato nel 1991.

## Storia editoriale
Il titolo deriva dal soprannome di uno dei personaggi del romanzo, un giudice corrotto che ha l'abitudine di comminare il massimo della pena ai condannati.
Nel 1991 l'opera ha vinto l'Hammett Prize.

## Trama
(Elmore Leonard, Il massimo della pena)
Il giudice Bob Gibbs è soprannominato Maximum Bob per la sua abitudine di comminare sempre il massimo della pena agli imputati condannati nel suo tribunale. Durante un'udienza conosce la ventisettenne Kathy Diaz Bake, agente di sorveglianza del giovane Dale Crowe Junior; dopo aver condannato a cinque anni di carcere Dale, la invita a casa sua con una scusa per circuirla. Dale, prima di essere recluso, ha cinque giorni di tempo per organizzarsi e li trascorre in compagnia del cugino Elvin Crowe, appena uscito di prigione dopo una lunga condanna scontata per omicidio. Elvin, condannato anche lui dal giudice Bob Gibbs, ha intenzione di vendicarsi uccidendolo e tenta di convincere Dale ad aiutarlo. Il piano criminale si combina con quello dell'ex dottore Tommy Vasco, anch'egli condannato con severità dal giudice e perciò intenzionato a vendicarsi. In realtà Elvin ha preso contatto con Tommy agli arresti domiciliari nella sua villa, su richiesta del suo ex compagno di cella ed amante, Sonny: questi è stato condannato per omicidio, a suo dire, per colpa del dottore e quindi chiede al compagno Elvin di uccidere Tommy non appena fosse uscito di prigione. Elvin, tuttavia, vuole approfittare della disponibilità economica del dottore prima di ucciderlo e si finge suo amico.
Il giudice Gibbs ha dei problemi con la giovane moglie, Leanne, che si crede posseduta dallo spirito di Wanda Grace, una schiava nera di dodici anni, morta centotrentacinque anni prima. Gibbs vuole sbarazzarsi della moglie così da potersi dedicare più liberamente ad altre donne e, conoscendo la fobia di Leanne per i coccodrilli, ricatta un cacciatore di frodo della zona, affinché ne uccida uno e lo porti nel giardino della sua villa, così da convincere Leanne ad andarsene. Il piano riesce parzialmente, poiché il coccodrillo, introdotto nella proprietà del giudice, non è morto ma solo stordito, e rinviene scatenandosi contro il giudice. Il sergente Gary Hammond interviene prontamente sul posto, uccidendo l'animale. Gary sospetta che il coccodrillo sia stato introdotto nella villa per uccidere il giudice; quest'ultimo minaccia il poliziotto affinché sospenda le indagini. Nel contempo il giudice, arrabbiato per l'errore, durante l'udienza per reati precedenti commina una cospicua multa al cacciatore di frodo. Giorni dopo, mentre Kathy è in visita da Gibbs nella sua villa, i vetri della casa vengono fatti oggetto di colpi di fucile, esplosi dal cacciatore di frodo per vendicarsi del voltafaccia del giudice. Nella casa contemporaneamente, si erano introdotti anche Elvin e Dale che, messi in fuga dai colpi di fucile, non fanno in tempo a uccidere Gibbs. Gary, a questo punto, è sicuro che qualcuno voglia a ogni costo uccidere il giudice e inizia a indagare, avendo modo di conoscere Katy, con la quale inizia una relazione.
Gary sospetta di Dale e di Elvin e chiede a Kathy, nelle sue funzioni di agente di sorveglianza, di recarsi a casa dei due per prequisirla in cerca del fucile con il quale avrebbero sparato al giudice, cosa che il poliziotto non può fare senza mandato della magistratura. Durante la perquisizione Katy viene minacciata da Elvin; quest'ultimo viene malmenato da Gary, corso in aiuto della donna. Dale non è più reperibile, scappato per non andare in prigione; Elvin si trasferisce nella villa di Tommy facendosi pagare per uccidere Gibbs. Elvin è oramai incontrollabile: assassina Hector, il domestico del dottore per futili motivi, rintraccia Gary e lo uccide mentre si sta tagliando i capelli e con lui uccide anche la parrucchiera presente nel negozio. Elvin, con le minacce, costringe Katy ad accompagnarlo a casa del giudice per ucciderlo. Katy lo asseconda, intenzionata ad ucciderlo. Giunti alla villa, Leanne, nel frattempo ritornata dal marito, gli spara a Elvin senza preavviso: il criminale sta per reagire quando viene freddato da Katy.

## Opere derivate
Il romanzo ha ispirato la serie televisiva Maximum Bob trasmessa dal canale televisivo ABC nel 1998, per un totale di sei episodi della durata di un'ora ciascuno.

## Edizioni
- (EN) Elmore Leonard, Maximum Bob, New York, Delacorte Press,  p. 295, ISBN 978-0-385-30456-6.
- Elmore Leonard, Il massimo della pena, traduzione di Annamaria Raffo, Super blues thriller, Milano, Mondadori, 1993,  p. 232, ISBN 9788804373278.
- (FR) Elmore Leonard, Maximum Bob, traduzione di Michel Lebrun, Rivages/Thriller, Rivages, 1993,  p. 244, ISBN 9782869306714.